# SM U-41 (1914)
SM U-41 – ostatni niemiecki okręt podwodny typu U-31 zbudowany w Friedrich Krupp Germaniawerft w Kilonii w latach 1913-1915. Wodowany 10 października 1914 roku, wszedł do służby w Cesarskiej Marynarce Wojennej 1 lutego 1915 roku.  

## Służba
SM U-41 rozpoczął służbę w II Flotylli pod dowództwem Kapitänleutnanta Clausa Hansena. W czasie 4 patroli zatopił 29 statków o łącznej pojemności 58 648 BRT.
2 maja 1915 roku U-41 zatopił pierwszy statek, był to norweski parowiec „America” o pojemności 3706 BRT. Statek płynął z ładunkiem drobnicowym z Bostonu do Bergen z przeładunkiem w Sunderland. Gdy był na wysokości Aberdeen na Morzu Północnym został storpedowany, nikt z załogi nie poniósł śmierci. Tego samego dnia U-41 zatrzymał i zatopił jeszcze cztery brytyjskie trawlery „Cruiser” 146 BRT, „Martaban” 148 BRT, „Mercury” 222 BRT oraz „St. Gorge” 215 BRT. Następnego dnia w czasie drogi powrotnej U-41 zatopił jeszcze żaglowiec norweski „Oscar” o pojemności 107 BRT, oraz zajął jako pryz szwedzki parowiec „Roxane”.
W czasie kolejnego patrolu, tym razem u zachodnich wybrzeży Irlandii około 40 mil od Fastnet Rock, 25 maja 1915 roku, U-41 zaatakował i uszkodził należący wówczas do neutralnych Stanów Zjednoczonych parowiec transportowy „Nebrascan” o pojemności 4409 BRT.
W czasie tego samego patrolu U-41 zatopił jeszcze osiem statków, po jednym 26 i 27 maja oraz po trzy 28 i 29 maja. Największym z nich i ostatnim zatopionym w czasie tego patrolu był brytyjski parowiec „Glenlee” o pojemności 4140 BRT. Płynący z ładunkiem węgla z Barr w Walii do Aden zbudowany w 1904 roku statek, został zatopiony 67 mil na południowy zachód od Wolf Rock, archipelag Scilly.
W lipcu 1915 roku U-41 odbywał patrol na obszarze Szetlandów. 16 i 17 lipca, w czasie drogi na Szetlandy, u zachodnich wybrzeży Norwegii, zatopił dwa rosyjskie parowce transportowe „Balva” o pojemności 1165 BRT, płynący z ładunkiem węgla do Archangielska oraz „General Radetzky” o pojemności 2118 BRT, płynący z Archangielska do Londynu z ładunkiem drewna. 
24 lipca kolejną ofiarą Clausa Hansena był brytyjski parowiec „Grangewood” o pojemności 3422 BRT płynący z Archangielska do Hawru z ładunkiem zboża 25 lipca U-41 zatrzymał i zatopił 5 brytyjskich trawlerów oraz amerykański parowiec transportowy „Leelanaw” o pojemności 1923 BRT, płynący z Archangielska do Belfastu z ładunkiem lnu oraz konopi. 28 lipca ofiarą U-41 stał się norweski parowiec „Trondhjemsfjord” o pojemności 4248 BRT, płynący z Nowego Jorku do Bergen.
W czasie czwartego i ostatniego patrolu U-41 po Morzu Celtyckim okręt zatopił cztery duże jednostki handlowe. 23 września 79 mil na południowy wschód od Fastnet Rock zatrzymał i zatopił ogniem z działa zbudowany w 1907 roku SS „Anglo-Colombian” o pojemności 4792 BRT. Statek płynął z końmi z Quebec do Avonmouth obecnie przedmieście Bristolu. Następnym zatopionym tego dnia statkiem był brytyjski parowiec „Chancellor” o pojemności 4586 BRT, wkrótce potem łukem U-41 padł trzeci tego dnia statek. Był to zbudowany w 1889 roku parowiec „Hesione” o pojemności 3363 BRT, płynący z ładunkiem drobnicowym do Buenos Aires.

## Zatopienie
24 września 1915 roku U-41 zatrzymał brytyjski parowiec SS „Urbino”. Należący do T. Wilson, Sons & Co., Ltd., z Hull statek płynął z ładunkiem drobnicowym z Nowego Jorku do macierzystego portu. 67 mil na południowy wschód od Bishop Rock SS „Urbion” został zatrzymany i przeszukany przez załogę U-41. W czasie zatapiania statku ogniem z działa, brytyjski statek pułapka HMS „Baralong”, płynący pod fałszywą banderą amerykańską, podpłynął w miejsce incydentu i otworzył ogień do wynurzonego U-41. W wyniku ataku śmierć poniosło 35 członków załogi wraz z kapitanem Clausem Hanse.